# Пак Ян Ґє
Пак Ян Ґє (3 червня 1959) — південнокорейська баскетболістка.
Учасниця Олімпійських Ігор 1984 року.